# Institut d'études orientales de l'académie des sciences de Russie
 (janvier 2024).

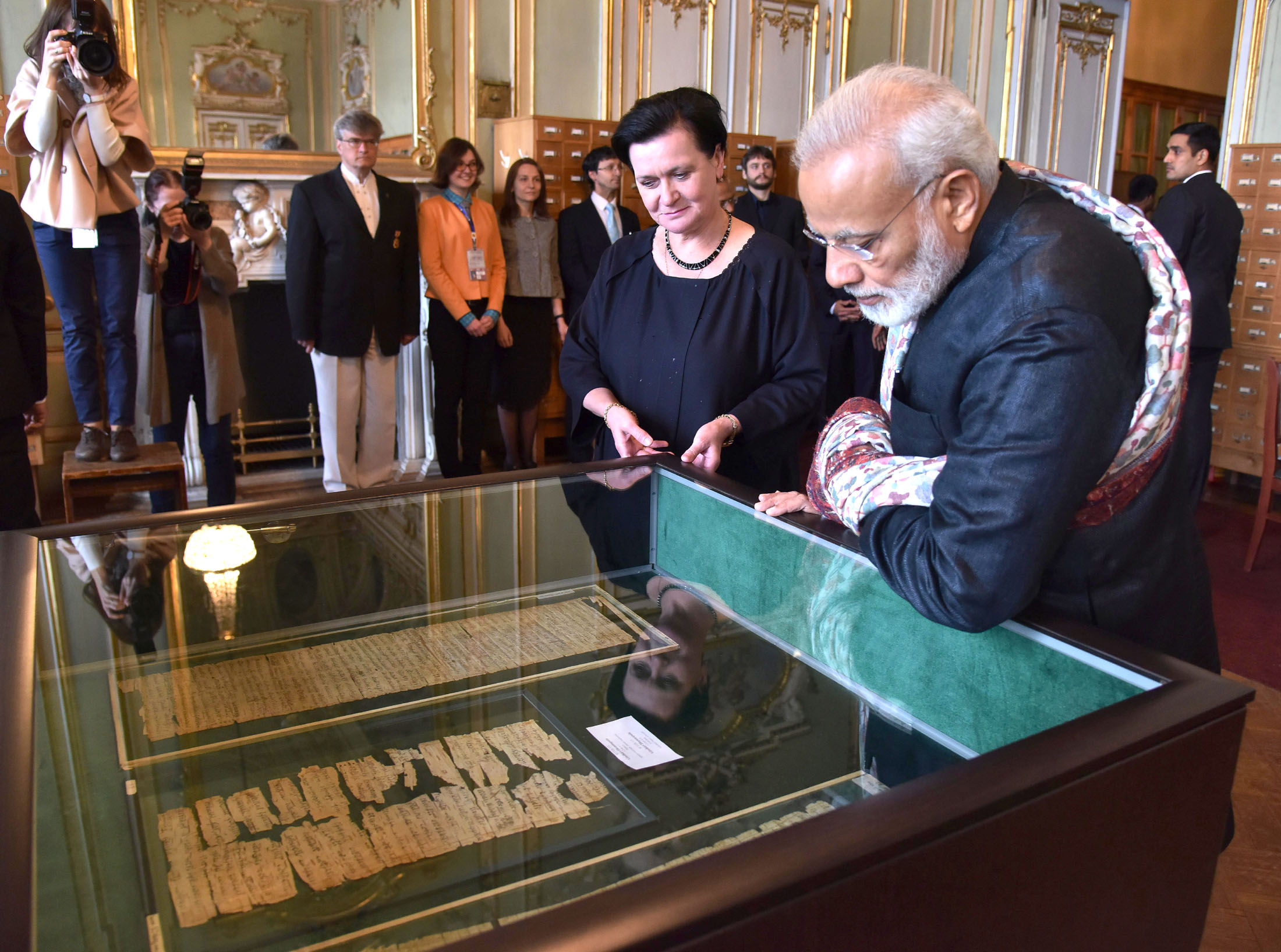
Le Premier ministre indien, Narendra Modi, visitant l'institut, le 2 juin 2017.

L'institut d'études orientales de l'académie des sciences de Russie (Институт востоковедения Российской академии наук) est un institut de recherches et d'études dépendant de l'Académie des sciences de Russie consacré à l'étude de l'histoire, de la culture et du développement moderne des peuples d'Asie, d'Afrique, d'Australie et d'Océanie. Son directeur depuis 2020 est le professeur Alikber Alikberov.

## Histoire
L'institut a été fondé à Saint-Pétersbourg en 1818 sous le nom de « Musée asiatique auprès de l'Académie impériale des sciences » et se situe alors dans les locaux de la Kunstkamera donnant sur la Néva. Il se trouve donc à l'origine sous la protection du comte Ouvarov, président de l'Académie impériale des sciences. Son premier directeur, Christian Martin Frähn, l'année suivante publie dans Les Nouvelles de Saint-Pétersbourg la liste de ses travaux passés.
L'institut déménage à Moscou en 1950. Il s'appelait dans les années 1960-1970, l'institut des pays d'Asie. La filiale (ancienne maison-mère) de Saint-Pétersbourg s'est séparée en 2007 et a pris le nom d'institut des manuscrits orientaux.
L'institut publie la revue Vostok / Oriens.

## Structure
- Centre de recherches arabes et islamiques (Центр арабских и исламских исследований)
- Centre de recherches d'Asie centrale, du Caucase et de la Volga-Oural (Центр изучения Центральной Азии, Кавказа и Урало-Поволжья)
- Centre de recherches indiennes (Центр индийских исследований)
- Centre de recherches japonaises (Центр японских исследований)
- Département d'Israël (Отдел Израиля)
- Département de Chine (Отдел Китая)
- Département de Corée et de Mongolie (Отдел Кореи и Монголии)
- Département des littératures des peuples d'Asie (Отдел литератур народов Азии)
- Département d'études culturelles comparatives (Отдел сравнительного культуроведения)
- Département des recherches comparativo-théoriques (Отдел сравнительно-теоретических исследований)
- Département des pays du Proche-Orient et du Moyen-Orient (Отдел стран Ближнего и Среднего Востока)
- Département des pays d'Asie du Sud-Est (Отдел стран Юго-Восточной Азии)
- Département des recherches économiques (Отдел экономических исследований)
- Département des recherches du Sud-Pacifique (Отдел Южно-Тихоокеанских исследований)
- Département des langues des peuples d'Asie (Отдел языков народов Азии)

## Directeurs
- Bobodzhan Gafurov (1956-1977)
- Georgy Kim  (1977)
- Evgueni Primakov(1977-1985)
- Georgy Kim (1985-1987)
- Mikhaïl Kapista (1987-1994)
- Rostislav Rybakov (1995-2009)
- Vitaly Naoumkine (2009-2015)
- Valery Androssov (2015-2020)
- Alikber Alikberov (2020-)